# The City and History
The City and History (dříve Mesto a dejiny) je slovenský odborný historický časopis, zaměřený na urbánní dějiny. Vycházející dvakrát ročně od roku 2012, od roku 2020 pod současným názvem. V současnosti vychází pouze v angličtině.
Časopis je evidovaný v databázích Web of Science (ESCI), Scopus, ERIH PLUS, CEEOL, CEJSH, EBSCO, MIAR, H/Soz/Kult, Index Copernicus, WorldCat, Databázy historickej literatúry v SR a Google Scholar.